# Kráska
Kráska (szlovákul: Krášok) Kráskarebrény településrésze Szlovákiában, a Kassai kerület Nagymihályi járásában.

## Fekvése
Nagymihálytól 8 km-re délkeletre, a Laborc bal oldalán fekszik. Az egyesített községeket kettészeli a Nagykaposról Nagymihályra menő (555-ös) főútvonal, melynek Kráska a nyugati oldalán fekszik.

## Története
A falu a 15. században, vagy a 16. század első felében keletkezett. Első írásos említése 1549-ből származik.
A 18. század végén, 1799-ben Vályi András így ír róla: „Elegyes falu Ungvár Várm. földes Ura Szirmay Uraság, lakosai külömbfélék, fekszik szénához mellynek filiája, nem meszsze, határja jó, vagyonnyai külömbfélék.”
Fényes Elek 1851-ben kiadott geográfiai szótárában így ír a faluról: „Kraska, Ungh v. orosz falu, ut. p. N.-Mihályhoz délre 1 3/4 órányira: 16 romai, 334 g. kath., 5 zsidó lak. G. kath. paroch. templom. Termékeny róna határ. Erdő. F. u. Szirmay, b. Vécsey, s m.”
Lakói a természeti adottságoknak megfelelően főként mezőgazdaságból éltek. 1910-ben 424, többségben szlovák lakosa volt, jelentős magyar kisebbséggel. 1920-ig Ung vármegye Nagykaposi járásához tartozott.
1961-ig önálló község volt, ekkor Kráskarebrényhez csatolták.

## Nevezetességei
Szent Péter és Szent Pál apostolok tiszteletére szentelt, görögkatolikus temploma 1802-ben épült.

## Lásd még
- Kráskarebrény
- Rebrény